# Dasychira mendosa
Dasychira mendosa is een vlinder uit de familie spinneruilen (Erebidae), onderfamilie donsvlinders (Lymantriinae). De wetenschappelijke naam van deze soort is voor het eerst geldig gepubliceerd in 1823 door Hübner.
De soort komt voor in tropisch Afrika.